# Педагогические технологии
Педагогическая технология (от др.-греч. τέχνη — искусство, мастерство, умение; λόγος — слово, учение) — специальный набор форм, методов, способов, приёмов обучения и воспитательных средств, системно используемых в образовательном процессе на основе декларируемых психолого-педагогических установок, приводящий всегда к достижению прогнозируемого образовательного результата с допустимой нормой отклонения.

## Основания
Педагогические технологии могут различаться по разным основаниям:
- по источнику возникновения (на основе педагогического опыта или научной концепции),
- по целям и задачам (усвоение и закрепление знаний, воспитание и развитие (совершенствование) природных личностных качеств),
- по возможностям педагогических средств (какие средства воздействия дают лучшие результаты),
- по функциям учителя, которые он осуществляет с помощью технологии (диагностические функции, функции управления конфликтными ситуациями),
- по тому, какую сторону педагогического процесса «обслуживает» конкретная технология, и т. д.

Любая технология в той или иной мере направлена на реализацию научных идей, положений, теорий в практике. Поэтому педагогическая технология занимает промежуточное положение между наукой и практикой.

## Классификация педагогических технологий (по Селевко Г.)
В своей книге Олешков говорит, что
«наиболее известная попытка классификации педагогических технологий принадлежит Г. Селевко. В рамках групп и подгрупп он выделяет около ста, по его мнению, самостоятельных педагогических технологий (от технологии свободного труда С. Френе до агрошколы А. Католикова), которые зачастую представляют собой альтернативу классно-урочной организации учебного процесса».
- Педагогические технологии на основе гуманно-личностной ориентации педагогического процесса
- Педагогические технологии на основе активизации и интенсификации деятельности учащихся (активные методы обучения)
- Педагогические технологии на основе эффективности управления и организации учебного процесса
- Педагогические технологии на основе дидактического усовершенствования и реконструирования материала
- Частнопредметные педагогические технологии
- Альтернативные технологии
- Природосообразные технологии
- Технологии развивающего образования
- Педагогические технологии на основе применения новых и новейших информационных средств
- Социально-воспитательные технологии
- Воспитательные технологии
- Педагогические технологии авторских школ
- Технологии внутришкольного управления[3]

Олешков считает основным недостатком классификации Селевко «размытость» самого понятия педагогической технологии".

## Авторские педагогические технологии
- Одной из старейших известных в настоящее время российских авторских педагогических технологий является эвристическая методика преподавания русского языка «Живое слово», разработанная в воронежском журнале «Филологические записки» А. В. Барсовым и А. А. Хованским в 1860—1898 годах.
- Авторская технология формирования музыкального мышления «Учителя года России — 92» А. В. Зарубы
- Авторская технология преподавания русского языка и литературы «Учителя года России — 93» О. Г. Парамонова
- Авторская технология преподавания литературы «Учителя года России — 94» М. А. Нянковского

- Авторская технология развития речи младших школьников «Учителя года России — 95» З. В. Климентовской

- Авторская технология развития личности учащихся при изучении французского языка «Учителя года России _ 96» Е. А. Филипповой
- Авторская технология трудового обучения и воспитания «Учителя года России — 97» А. Е. Глозмана
- Авторская технология преподавания литературы  «Учителя года-98» В. Л. Ильина
- Авторская технология музыкального воспитания «Учителя года России — 99» В. В. Шилова
- Авторская технология преподавания русского языка и литературы «Учителя года России — 2000» В. А. Морара
- Авторская технология преподавания «Технологии» «Учителя года России — 2001» А. В. Крылова
- Авторская технология преподавания иностранного языка «Учителя года России — 2002» И. Б. Смирнова
- Авторская технология интеллектуального образования Фролова А. А.[4]
- Авторская педагогическая технология управления позитивными переменами через моделирование известного будущего с использованием форсайт-метода «Качели времени» (2011 г.) С. В. Тетерский

Вопрос о том, относятся ли авторские «технологии» к педагогическим технологиям, подлежит исследованию на наличие отличительных черт, изложенных в следующем разделе.

## Основания
В своей книге Олешков приводит и анализирует попытки разных авторов классифицировать педагогические технологии и говорит, что «большинство преподавателей высшей и средней школы не осознают различий между методикой и технологией» и что «например, методика В. Ф. Шаталова не является технологией, так как её успешная реализация зависит от многих локальных факторов, начиная с личности самого учителя и заканчивая контингентом обучаемых.
Если учитывать ряд представленных характеристик, то можно сделать вывод об отсутствии на сегодняшний день обоснованной классификации педагогических технологий в отечественной педагогике. В работах известных российских исследователей проблем современной дидактики подобные классификации или отсутствуют, или в одном ряду с технологиями оказываются в итоге педагогические школы, методические системы и концепции».
Олешков приходит к выводу, что отличительными чертами педагогической технологии являются:
— универсальность, то есть независимость от контента (информационного наполнения или содержания учебного «предмета»);
— воспроизводимость, то есть независимость от квалификации и личности учителя; от личностей детей; от богатства или бедности школы;
— тиражируемость, то есть воспроизводимость результатов;
— управляемость образовательного процесса на основе алгоритмизированной системы педагогических процедур;
— системность в выборе компонентов (см. следующий раздел).
Отсутствие хотя бы одного из этих признаков исключает методику из разряда технологий.

## Системность
Различают системность в наборе форм, методов, способов, приёмов обучения и воспитательных средств от системности в их использовании.
Если при конструировании набора в явном виде задан системообразующий принцип, по которому делается выбор элементов, в этом случае сам по себе набор имеет свойства технологии. Если системообразущий принцип выбора элементов не задан, то в этом случае набор остаётся набором разрозненных элементов, собранным по субъективным мотивам автора, и не обладает свойством технологии «всегда приводить к предусмотренному результату».
Само по себе «системное использование» какого-либо набора элементов в значительной степени зависит от человека, осуществляющего это использование, и не «всегда приводит к предусмотренному результату».
С учётом изложенного в педагогике различают методики и технологии. К последним относятся технология парного обучения и иняз-спорт